# (33528) Jinzeman
(33528) Jinzeman est un astéroïde de la ceinture principale.

## Description
(33528) Jinzeman est un astéroïde de la ceinture principale. Il fut découvert le 17 avril 1999 à l'Observatoire d'Ondřejov par Petr Pravec. Il présente une orbite caractérisée par un demi-grand axe de 2,33 UA, une excentricité de 0,14 et une inclinaison de 3,7° par rapport à l'écliptique.

## Compléments